# Quartier de Bellevue (Saintes)
Bellevue est  un quartier résidentiel de la ville de Saintes, chef-lieu d'arrondissement du département de la Charente-Maritime, dans le sud-ouest de la France.
S'étendant sur un plateau dominant la Charente, dans la partie sud-ouest de l'agglomération, il concentre logements sociaux et zones pavillonnaires.

## Histoire
Longtemps occupé par des espaces vierges ou à vocation agricole, le plateau de Bellevue n'est que timidement urbanisé dans les premières années du XXe siècle. Il faut attendre l'immédiat après-guerre pour que s'élèvent les premières maisons d'une cité-jardin à l'initiative d'une société coopérative de logements appelée les « Castors Saintais ». Le principe est conçu comme une entreprise d'entraide, chaque membre consacrant de son temps libre à la réalisation de l'ensemble. Ainsi naît la « cité fleurie », constituée d'un lotissement de 58 pavillons avec jardin et garage, l'ensemble étant supervisé par l'architecte André Morisseau, l'un des artisans de la reconstruction de Royan. La construction de ce premier ensemble, entamée en 1951, se poursuit jusqu'en 1955.
La construction de ce lotissement constitue les prémices d'un important quartier d'habitat collectif érigé au cours des années 1960 et 1970. Les travaux sont mis en œuvre par la SEMIS, une société d'économie mixte présidée par le maire de l'époque, André Maudet. 
La réalisation d'un ensemble urbain mêlant barres d'habitations, tours et espaces verts est confiée aux architectes Favette, Gaudin et Madelain. Au total, ce sont quelque 604 logements sociaux qui sont édifiés dans ce nouveau quartier, complétés ultérieurement par un centre commercial (inauguré en 1967), des écoles, une médiathèque (ouverte en 1979), un terrain de sport, une chapelle, une maison de quartier, un lycée et des logements étudiants (créés dans les années 1990). Séparé du reste de l'agglomération par l'avenue de Saintonge, le quartier est desservi par la ligne 1 du réseau de transports urbains BUSS. 
Au total, le quartier s'étend sur près de 17 hectares et compte une population de 1550 habitants. Il est classé en zone urbaine sensible depuis 2006, dispositif remplacé par celui du quartier prioritaire en 2015.
Parmi les objectifs du contrat urbain de cohésion sociale (2007-2012) figurent notamment la revitalisation des commerces de proximité, le développement de la mixité de l'habitat, la réhabilitation de certains espaces publics et la construction de nouveaux logements sociaux. Une première campagne de réhabilitation de certains habitats collectifs, menée à partir de 2008, a conduit au remplacement d'une partie des équipements (principalement des fenêtres), dans un souci d'économie d'énergie et de développement durable.
Le 30 septembre 2015 a été signé un contrat de ville pour le quartier prioritaire Bellevue-Boiffiers pour la période 2015-2020

## Infrastructures
Les axes principaux du quartier sont l'avenue du président Salvador Allende (au nord) et l'avenue John Fitzgerald Kennedy (au sud), qui séparent les quartiers de Bellevue, de Lucérat et des Rabanières du quartier voisin des Boiffiers. La partie orientale du quartier est constituée de quais bordant la Charente, le quai des Roches.
Les principales infrastructures du quartier incluent le stade vélodrome, l'école élémentaire Roger Pérat, le lycée polyvalent régional Bellevue et la médiathèque Louis Aragon. La chapelle Saint-Eustelle, lieu de culte catholique, est située à la limite des deux quartiers de Bellevue et des Boiffiers.